# باشگاه ورزشی آلکویانو
باشگاه ورزشی آلکویانو (انگلیسی: CD Alcoyano) یک باشگاه فوتبال مستقر در آلکوی، بخش خودمختار والنسیا، اسپانیا است که در حال حاضر در پریمرا فدراسیون، سومین سطح لیگ فوتبال در این کشور به فعالیت می‌پردازد.
این باشگاه بازی‌های خانگی خود را در ورزشگاه ال‌کویائو انجام می‌دهد که ۴۸۵۰ صندلی گنجایش دارد.

## تاریخچه
شهر آلکوی دارای یک باشگاه بسیار مهم به نام باشگاه ورزشی آلکویانو بود که عمدتاً در رشته بوکس فعالیت می‌کرد. در سال ۱۹۲۷، بخش فوتبال آن بازی‌های بسیاری را در برابر باشگاه‌های بزرگ برد که منجر به تشکیل باشگاه فوتبال شد. باشگاه ورزشی آلکویانو در سال ۱۹۲۸، پس از ادغام دو باشگاه در شهر، لوانته و راسینگ، تأسیس شد. با این وجود، این باشگاه چهار سال بعد به فدراسیون فوتبال سلطنتی اسپانیا پیوست.
در سال ۱۹۴۲، این باشگاه برای اولین بار به سگوندا دیویسیون رسید و در سال‌های بعد به‌طور متناوب بین این سطح و لا لیگا جابه‌جا می‌شد. برای اولین بار در تاریخ، آلکویانو در سال ۱۹۴۵ با قهرمانی در سگوندا دیویسیون به لا لیگا، اولین دسته اسپانیا، رسید.
اولین حضور آن‌ها در لا لیگا با شکست ۲–۳ در خانه مقابل باشگاه فوتبال رئال مورسیا همراه بود. در انتهای فصل ۱۹۴۶–۱۹۴۵ به آن‌ها به عنوان دومین تیم از انتهای جدول، به یک دسته پایین‌تر سقوط کردند. در آن فصل، باشگاه تنها ۸ امتیاز کسب کرد و ۲۸ گل در ۱۴ بازی دریافت کرد که بدترین نتیجه بین ۸ تیم بود.
در فصل ۱۹۴۸–۱۹۴۷، آلکویانو برای اولین و آخرین بار در تاریخ خود توانست خود را در لا لیگا حفظ کند و مجدداً به دسته پایین‌تر سقوط نکند. حتی در آن سال، بالاتر از رئال مادرید قرار گرفتند. آن فصل بهترین فصل در تاریخ آلکویانو بود – این باشگاه در جایگاه دهم لا لیگا قرار گرفت. با این حال، چهل سال بعدی عمدتاً در سگوندا دیویسیون بی و ترسرا دیویسیون گذرانده شد و البته در این بین مدت زمان‌های کوتاهی را نیز در لا لیگا ۲ پشت سر گذاشتند.. در فصل ۱۹۵۴–۱۹۵۳، آلکویانو برای اولین بار در تاریخ خود به ترسرا دیویسیون سقوط کرد. در فصل ۱۹۵۵–۱۹۵۴، این باشگاه به مقام اول در گروه ۱۰ ترسرا دیویسیون دست یافت، اما نتوانست به سگوندا دیویسیون بی صعود کند.
آلکویانو در پایان فصل ۲۰۰۵–۲۰۰۴ به سگوندا دیویسیون بی بازگشت و به‌طور مداوم به سهمیه پلی‌آف‌های صعود می‌رسید اما هرگز نتوانست صعود کند. در فصل ۲۰۰۶–۲۰۰۵، تیم همچنین در جام حذفی فوتبال اسپانیا عملکرد خوبی داشت و باشگاه فوتبال رئال مایورکا را ۴–۱ شکست داد و تنها با یک گل (۰–۱) در دور چهارم مقابل باشگاه فوتبال اتلتیکو مادرید باخت.
در ژوئن ۲۰۱۱، ۴۲ سال پس از آخرین حضور، آلکویانو بالاخره به لا لیگا ۲ بازگشت، آن‌ها در آن فصل توانستند در سگوندا دیویسیون بی مقام سوم را کسب کنند در یک فصل عادی و حذف باشگاه فوتبال رئال مادرید کاستیا، باشگاه فوتبال ایبار و باشگاه ورزشی لوگو در پلی‌آف‌های صعود به لا لیگا ۲ بازگردند. با این حال، این باشگاه تنها یک فصل در لا لیگا ۲ سپری کرد و مجدداً به سگوندا دیویسیون بی سقوط کرد. در ۱ اوت ۲۰۱۴، این باشگاه روند تبدیل شدن به «شرکت سهامی ورزشی» (Sociedad Anónima Deportiva) را تکمیل کرد.
در فصل ۲۰۱۸–۱۹، باشگاه آلکویانو در جایگاه ۱۶ در سگوندا دیویسیون بی، گروه ۳، نزدیک به منطقه سقوط قرار گرفت.
در ۲۰ ژانویه ۲۰۲۱، آلکویانو با حذف غول‌های اسپانیایی و قهرمانان آن فصل لا لیگا، باشگاه فوتبال رئال مادرید، در کوپا دل ری تاریخ‌ساز شد. آن‌ها موفق شدند رئال مادرید را ۲–۱ در خانه شکست دهند.